# Championnat du monde féminin moins de 18 ans de hockey sur glace 2018
Navigation
Championnat du monde 2017 Championnat du monde 2019
Le Championnat du monde féminin moins de 18 ans de hockey sur glace 2018 est la onzième édition de cette compétition organisée par la Fédération internationale de hockey sur glace (IIHF). 
Le tournoi de la Division Élite, regroupant les meilleures nations, a lieu du 6 au 13 janvier 2017 à Dmitrov en Russie. Les divisions inférieures sont disputées indépendamment du groupe Élite.

## Format de compétition
Le groupe Élite comprend 8 équipes participantes qui sont réparties en deux groupes de 4. Chaque groupe est disputé sous la forme d'un championnat à matches simples. Les 2 premiers du groupe A sont qualifiés d'office pour les demi-finales. Les 2 derniers du groupe A et les 2 premiers du groupe B s'affrontent lors de quarts de finale croisés. Les 2 derniers du groupe B participent au tour de relégation qui détermine l'équipe qui sera reléguée en Division IA lors de l'édition de 2019.
Pour les autres divisions qui comptent 6 équipes (sauf la Division Qualification IB qui en compte 5), les équipes s’affrontent entre elles et, à l'issue de cette compétition, le premier est promu dans la division supérieure et le dernier est relégué dans la division inférieure. 
La répartition des points est la suivante :
- 3 points pour une victoire dans le temps réglementaire ;
- 2 points pour une victoire en prolongation ou aux tirs de fusillade ;
- 1 point pour une défaite en prolongation ou aux tirs de fusillade ;
- 0 point pour une défaite dans le temps réglementaire.

## Division Élite
Le tournoi de la Division Élite a lieu au Palais des glaces de Dmitrov du 6 au 13 janvier 2017. 

### Tour préliminaire

#### Résultats
| Pays       |       |       |     |     |
| ---------- | ----- | ----- | --- | --- |
| États-Unis |       | 2-1 P | 5-3 | 6-2 |
| Suède      | 1-2 P |       | 2-0 | 0-4 |
| Russie H   | 3-5   | 0-2   |     | 3-2 |
| Canada     | 2-6   | 4-0   | 2-3 |     |

| Pays         |       |     |       |     |
| ------------ | ----- | --- | ----- | --- |
| Tchéquie     |       | 3-2 | 1-2 P | 4-3 |
| Finlande     | 2-3   |     | 4-1   | 3-2 |
| Allemagne IA | 2-1 P | 1-4 |       | 2-1 |
| Suisse       | 3-4   | 2-3 | 1-2   |     |

IA : Promu de la Division IA   -   H : pays hôte   -   P : Prolongation

#### Classements
| Clt   | Équipe     | PJ | V | VP | D | DP | BP | BC | Diff | Pts |
| ----- | ---------- | -- | - | -- | - | -- | -- | -- | ---- | --- |
| +001, | États-Unis | 3  | 2 | 1  | 0 | 0  | 13 | 6  | +7   | 8   |
| +002, | Suède      | 3  | 1 | 0  | 1 | 1  | 3  | 6  | -3   | 4   |
| +003, | Russie     | 3  | 1 | 0  | 2 | 0  | 6  | 9  | -3   | 3   |
| +004, | Canada     | 3  | 1 | 0  | 0 | 2  | 8  | 9  | -1   | 3   |

- Qualifié pour les demi-finales
- Qualifié pour les quarts de finale

| Clt   | Équipe    | PJ | V | VP | D | DP | BP | BC | Diff | Pts |
| ----- | --------- | -- | - | -- | - | -- | -- | -- | ---- | --- |
| +001, | Tchéquie  | 3  | 2 | 0  | 0 | 1  | 8  | 7  | +1   | 7   |
| +002, | Finlande  | 3  | 2 | 0  | 1 | 0  | 9  | 6  | +3   | 6   |
| +003, | Allemagne | 3  | 1 | 1  | 1 | 0  | 5  | 6  | -1   | 5   |
| +004, | Suisse    | 3  | 0 | 0  | 3 | 0  | 6  | 9  | -3   | 0   |

- Qualifié pour les quarts de finale
- Joue le tour de relégation

### Tour de relégation
Le tour se joue au meilleur des 3 matches : la 1re équipe qui gagne 2 fois reste en Division Élite. Le perdant est relégué en Division IA.
| 10 janvier 2018 | Suisse | 7-3 (3-0, 3-0, 1-3) | Allemagne | B Arena 84 spectateurs |

| Feuille de match | Feuille de match | Feuille de match | Feuille de match                                                                                   | Feuille de match                                                                              |
| ---------------- | --- | ---------------- | -------------------------------------------------------------------------------------------------- | --------------------------------------------------------------------------------------------- |
|                  | Berta (Lutz) — 3 min 34 s Rüedi (Enzler) — 13 min 25 s (SN) Rhyner (Zimmermann) — 14 min 8 s Rüedi — 31 min 50 s Enzler (Rüedi, Leeman) — 38 min 36 s Rüedi (Enzler, Wetli) — 39 min 13 s (SN) - Wetli (Rüedi, Enzler) — 54 min 15 s (SN) | 3-0 1-3          | - Brendel (Nickisch, Bar) — 45 min 30 s (SN) Brendel (Welcke) — 46 min 19 s Welcke (Hark) — 52 min | Arbitrage : Nikoleta Celarova Kaisa Ketonen Juges de lignes : Jenna Puhakka Michaela Stefkova |
| Saskia Maurer    | Gardiens | Johanna May      | | Arbitrage : Nikoleta Celarova Kaisa Ketonen Juges de lignes : Jenna Puhakka Michaela Stefkova |
| 14 min           | Pénalités | 10 min           | | Arbitrage : Nikoleta Celarova Kaisa Ketonen Juges de lignes : Jenna Puhakka Michaela Stefkova |
| 30               | Tirs | 28               | | Arbitrage : Nikoleta Celarova Kaisa Ketonen Juges de lignes : Jenna Puhakka Michaela Stefkova |

| 12 janvier 2018 | Allemagne | 0-3 (0-1, 0-2, 0-0) | Suisse | B Arena 74 spectateurs |

| Feuille de match | Feuille de match | Feuille de match | Feuille de match                                                                                        | Feuille de match                                                                           |
| ---------------- | ---------------- | ---------------- | --- | ------------------------------------------------------------------------------------------ |
|                  | -                | 0-1 0-2 0-0      | Rüedi (Christen, Wetli) — 9 min 49 s Enzler (Rüedi) — 22 min 43 s Rüedi (Christen, Enzler) — 34 min 5 s | Arbitrage : Maija Kontturi Yana Zueva Juges de lignes : Elizabeth Mantha Michaela Stefkova |
| Johanna May      | Gardiens         | Saskia Maurer    | | Arbitrage : Maija Kontturi Yana Zueva Juges de lignes : Elizabeth Mantha Michaela Stefkova |
| 10 min           | Pénalités        | 6 min            | | Arbitrage : Maija Kontturi Yana Zueva Juges de lignes : Elizabeth Mantha Michaela Stefkova |
| 18               | Tirs             | 30               | | Arbitrage : Maija Kontturi Yana Zueva Juges de lignes : Elizabeth Mantha Michaela Stefkova |

### Phase finale
|  | Quarts de finale       | Quarts de finale |            |                        | Demi-finales | Demi-finales |  |  | Finale     | Finale     |
|  | Quarts de finale       | Quarts de finale |            |                        | Demi-finales | Demi-finales |  |  | Finale     | Finale     |
|  |                        |                  |            |                        |              |              |  |  |            |            |
|  | 10 janvier             | 10 janvier       |            |                        | 12 janvier   | 12 janvier   |  |  | 13 janvier | 13 janvier |
|  | 10 janvier             | 10 janvier       |            |                        | 12 janvier   | 12 janvier   |  |  | 13 janvier | 13 janvier |
|  | 10 janvier             | 10 janvier       | États-Unis | 4                      |              |              |  |  | 13 janvier | 13 janvier |
|  | Canada                 | 3                | États-Unis | 4                      |              |              |  |  | 13 janvier | 13 janvier |
|  | Canada                 | 3                | Canada     | 3                      |              |              |  |  | 13 janvier | 13 janvier |
|  | Tchéquie               | 1                | Canada     | 3                      |              |              |  |  | 13 janvier | 13 janvier |
|  | Tchéquie               | 1                | 12 janvier | 12 janvier             | États-Unis   | 9            |  |  |            |            |
|  | 10 janvier             |                  | 12 janvier | 12 janvier             | États-Unis   | 9            |  |  |            |            |
|  |                        | Suède            | 12 janvier | 12 janvier             | 3            |              |  |  |            |            |
|  | Russie                 | Suède            | 12 janvier | 12 janvier             | 3            | 2            |  |  |            |            |
|  | Russie                 | Suède            | 2          |                        |              | 2            |  |  |            |            |
|  | Finlande               | Suède            | 2          | 0                      |              |              |  |  |            |            |
|  | Finlande               | Russie           | 1          | 0                      |              |              |  |  |            |            |
|  |                        | Russie           | 1          | Match pour la 3e place |              |              |  |  |            |            |
|  | Match pour la 5e place |                  |            |                        |              |              |  |  |            |            |
|  | 12 janvier             | 12 janvier       | 13 janvier | 13 janvier             |              |              |  |  |            |            |
|  | 12 janvier             | 12 janvier       | 13 janvier | 13 janvier             |              |              |  |  |            |            |
|  | Tchéquie               | 1                | Russie     | 1                      |              |              |  |  |            |            |
|  | Tchéquie               | 1                | Russie     | 1                      |              |              |  |  |            |            |
|  | Finlande               | 2                | Canada     | 5                      |              |              |  |  |            |            |
|  | Finlande               | 2                | Canada     | 5                      |              |              |  |  |            |            |

### Classement final
| Place              | Équipe     |
| ------------------ | ---------- |
| Médaille d'or      | États-Unis |
| Médaille d'argent  | Suède      |
| Médaille de bronze | Canada     |
| 4                  | Russie     |
| 5                  | Finlande   |
| 6                  | Tchéquie   |
| 7                  | Suisse     |
| 8                  | Allemagne  |

- Relégué en Division IA en 2019

## Autres divisions

### Division IA
Le tournoi de la Division IA se déroule à Asiago en Italie du 8 au 14 janvier 2018. 
| Clt   | Équipe    | PJ | V | VP | D | DP | BP | BC | Diff | Pts |
| ----- | --------- | -- | - | -- | - | -- | -- | -- | ---- | --- |
| +001, | Japon     | 5  | 5 | 0  | 0 | 0  | 21 | 1  | +20  | 15  |
| +002, | Slovaquie | 5  | 3 | 1  | 1 | 0  | 18 | 11 | +7   | 11  |
| +003, | Italie    | 5  | 2 | 0  | 2 | 1  | 13 | 14 | -1   | 7   |
| +004, | Autriche  | 5  | 2 | 0  | 3 | 0  | 10 | 17 | -7   | 6   |
| +005, | Hongrie   | 5  | 1 | 0  | 3 | 1  | 8  | 18 | -10  | 4   |
| +006, | Norvège   | 5  | 0 | 1  | 4 | 0  | 4  | 13 | -9   | 2   |

| Pays |     |       |       |     |       |       |
|      |     | 3-0   | 2-0   | 5-0 | 6-1   | 5-0   |
|      | 0-3 |       | 5-4 P | 5-2 | 6-2   | 2-0   |
|      | 0-2 | 4-5 P |       | 6-4 | 2-3   | 1-0   |
|      | 0-5 | 2-5   | 4-6   |     | 1-0   | 3-1   |
|      | 1-6 | 2-6   | 3-2   | 0-1 |       | 2-3 F |
|      | 0-5 | 0-2   | 0-1   | 1-3 | 3-2 F |       |

Pour les significations des abréviations, voir statistiques du hockey sur glace.
- Promu en Division Élite
- Relégué en Division IB
- P : Prolongation
- F : Fusillade

### Division IB
Le tournoi de la Division IB se déroule à Katowice en Pologne du 6 au 12 janvier 2018. 
| Clt   | Équipe          | PJ | V | VP | D | DP | BP | BC | Diff | Pts |
| ----- | --------------- | -- | - | -- | - | -- | -- | -- | ---- | --- |
| +001, | Danemark        | 5  | 5 | 0  | 0 | 0  | 30 | 3  | +27  | 15  |
| +002, | France          | 5  | 4 | 0  | 1 | 0  | 16 | 6  | +10  | 12  |
| +003, | Pologne         | 5  | 3 | 0  | 2 | 0  | 17 | 9  | +8   | 9   |
| +004, | Chine           | 5  | 1 | 1  | 3 | 0  | 9  | 22 | -13  | 5   |
| +005, | Grande-Bretagne | 5  | 1 | 0  | 4 | 0  | 7  | 15 | -8   | 3   |
| +006, | Australie       | 5  | 0 | 0  | 4 | 1  | 6  | 30 | -24  | 1   |

| Pays |      |     |     |       |     |       |
|      |      | 2-0 | 3-1 | 10-0  | 6-1 | 9-1   |
|      | 0-2  |     | 3-1 | 5-2   | 2-0 | 6-1   |
|      | 1-3  | 1-3 |     | 5-1   | 2-0 | 8-2   |
|      | 0-10 | 2-5 | 1-5 |       | 4-1 | 2-1 P |
|      | 1-6  | 0-2 | 0-2 | 1-4   |     | 5-1   |
|      | 1-9  | 1-6 | 2-8 | 1-2 P | 1-5 |       |

Pour les significations des abréviations, voir statistiques du hockey sur glace.
- Promu en Division IA
- Relégué en Qualifications pour la Division IB
- P : Prolongation

### Qualifications pour la Division IB
Le tournoi de qualification permet de désigner l'équipe qui sera promue en Division IB pour l'édition 2019 de la compétition. Il a lieu dans la ville de Mexico au Mexique du 30 janvier au 4 février 2018.
| Clt   | Équipe     | PJ | V | VP | D | DP | BP | BC | Diff | Pts |
| ----- | ---------- | -- | - | -- | - | -- | -- | -- | ---- | --- |
| +001, | Pays-Bas   | 4  | 4 | 0  | 0 | 0  | 25 | 5  | +20  | 12  |
| +002, | Mexique    | 4  | 3 | 0  | 1 | 0  | 11 | 9  | +2   | 9   |
| +003, | Espagne    | 4  | 2 | 0  | 2 | 0  | 16 | 9  | +7   | 6   |
| +004, | Kazakhstan | 4  | 1 | 0  | 3 | 0  | 20 | 13 | +7   | 3   |
| +005, | Turquie    | 4  | 0 | 0  | 4 | 0  | 3  | 39 | -36  | 0   |

| Pays |      |     |      |      |      |
|      |      | 4-0 | 4-2  | 5-2  | 12-1 |
|      | 0-4  |     | 4-1  | 4-3  | 3-1  |
|      | 2-4  | 1-4 |      | 3-1  | 10-0 |
|      | 2-5  | 3-4 | 1-3  |      | 14-2 |
|      | 1-12 | 1-3 | 0-10 | 2-14 |      |

Pour les significations des abréviations, voir statistiques du hockey sur glace.
- Promu en Division IB